# Liste der Bodendenkmäler in Bad Hindelang
Auf dieser Seite sind die Bodendenkmäler in dem schwäbischen Markt Bad Hindelang zusammengestellt. Diese Tabelle ist eine Teilliste der Liste der Bodendenkmäler in Bayern. Grundlage ist die Bayerische Denkmalliste, die auf Basis des Bayerischen Denkmalschutzgesetzes vom 1. Oktober 1973 erstmals erstellt wurde und seither durch das Bayerische Landesamt für Denkmalpflege geführt wird. Die folgenden Angaben ersetzen nicht die rechtsverbindliche Auskunft der Denkmalschutzbehörde.

## Bodendenkmäler in Bad Hindelang
| Lage                                                                 | Objekt | Akten-Nr.     | Bild                                               |
| -------------------------------------------------------------------- | --- | ------------- | -------------------------------------------------- |
| Bei Groß, westlich von Liebenstein (Standort)                        | Burgstall Hindelang→Burgstall des Mittelalters. | D-7-8427-0028 | weitere Bilder                                     |
| Bad Hindelang Marktstraße 11 (Standort)                              | Mittelalterliche und frühneuzeitliche Befunde im Bereich der Kath. Pfarrkirche St. Johannes Baptist und der abgebrochenen Martinskapelle in Bad Hindelang.           | D-7-8428-0008 | weitere Bilder                                     |
| Bad Oberdorf Hirschbergstraße / Hindelanger Straße (Standort)        | Mittelalterliche und frühneuzeitliche Befunde im Bereich der abgebrochenen Kapelle St. Jodokus (heute Kriegergedächtniskapelle von 1953) in Bad Oberdorf.            | D-7-8428-0011 | weitere Bilder                                     |
| Liebenstein (Standort)                                               | Mittelalterliche und frühneuzeitliche Befunde im Bereich der Kath. Filialkirche St. Leonhard bei Liebenstein und des aufgelassenen Friedhofs                         | D-7-8428-0017 | weitere Bilder                                     |
| Oberjoch Flur „Gähwinde“ (Passhöhe am Oberjochpass) (Standort)       | Schanze auf der Gähwinde→Schanze der Neuzeit (Gähwinde). | D-7-8428-0018 |                                                    |
| Jochstraße Kanzelringweg (Standort)                                  | Schanze an der Jochstraße→Schanze und abgegangenes Wachthaus der Neuzeit.                                                                                            | D-7-8428-0019 | Schanze an der Jochstraße (Bad Hindelang–Oberjoch) |
| Reckenberg Bergsporn über dem Kalkwerk an der B-308 (Standort)       | Burgstall Bürgle→Burgstall des Mittelalters (Bürgle). | D-7-8428-0020 | Burgstall Bürgle bei Reckenberg                    |
| Bad Hindelang Schloßplatz (Standort)                                 | Schloßplatz Bad Hindelang→Mittelalterliche und frühneuzeitliche Befunde im Bereich des ehemaligen Schlosses in Bad Hindelang                                         | D-7-8428-0021 | weitere Bilder                                     |
| Vorderhindelang Kapellengasse 2 (Standort)                           | Frühneuzeitliche Befunde im Bereich der Kath. Kapelle St. Thomas in Vorderhindelang                                                                                  | D-7-8428-0022 | weitere Bilder                                     |
| Bad Hindelang Ostrachstraße 23 (Standort)                            | Frühneuzeitliche Befunde im Bereich der Evangelisch-Lutherischen Pfarrkirche Dreifaltigkeit und ihrer Vorgängerbauten mit ehemaligem Pestfriedhof bei Bad Hindelang. | D-7-8428-0023 | weitere Bilder                                     |
| Unterjoch Steinebergweg 1 (Standort)                                 | Frühneuzeitliche Befunde im Bereich der Kath. Pfarrkirche Hl. Dreifaltigkeit in Unterjoch.                                                                           | D-7-8428-0027 | weitere Bilder                                     |
| Gailenberg (Standort)                                                | Frühneuzeitliche Befunde im Bereich der Kath. Kapelle St. Sylvester in Gailenberg.                                                                                   | D-7-8428-0031 | weitere Bilder                                     |
| Schänzlespitze / Schänzlekopf an der Grenze zu Österreich (Standort) | „Im Schänzle“→Schanze der frühen Neuzeit (Schänzlespitz). | D-7-8528-0001 | weitere Bilder                                     |
| „Burgschrofen“ (Bergrücken) (Standort)                               | Wallburg am Burgschrofen→Befestigung vor- und frühgeschichtlicher oder mittelalterlicher Zeitstellung.                                                               | D-7-8528-0007 | Burgschrofen                                       |
| Hinterstein Am Riedbrand 9 (Standort)                                | Frühneuzeitliche Befunde im Bereich der Marienkapelle (Vordere Kapelle) in Hinterstein.                                                                              | D-7-8528-0008 | weitere Bilder                                     |
| Hinterstein Talstraße 102 (Standort)                                 | Frühneuzeitliche Befunde im Bereich der Kath. Kapelle St. Antonius von Padua (Hintere Kapelle) in Hinterstein.                                                       | D-7-8528-0009 | weitere Bilder                                     |